# Конструирование признаков
Конструирование признаков — процесс использования предметной области для определения признаков, используемых для машинного обучения. Конструирование признаков является неформальной областью, но считается важной составляющей машинного обучения; как отмечал Эндрю Ын, «прикладное машинное обучение — в основном это конструирование признаков».
Признак может быть строго существенен (имеет информацию, которая не существует в других признаках), существенен, малосущественен (содержит информацию, которая может содержаться в других признаках) или несущественен. Важно создать много признаков, даже если некоторые из них будут несущественны, затем может быть использован отбор признаков для предотвращения переобучения.
Взрыв признаков может быть вызван путём комбинации признаков или шаблонов признаков, что ведёт к быстрому росту общего числа признаков.
Шаблоны признаков — внедрение шаблонов признаков вместо кодирования новых признаков
Комбинации признаков — комбинации, которые не могут быть представлены в виде линейной комбинации
Существует несколько решений для останова взрыва признаков, такие как регуляризация, ядерный метод, отбор признаков.

## Автоматическое конструирование признаков
Необходимости трудоёмкого ручного конструирования признаков можно избежать при автоматизации прикладного обучения признакам.
В 2015 году исследователи Массачусетского технологического института представили алгоритм «Deep Feature Synthesis» (глубокий синтез признаков, опубликован как открытая библиотека Featuretools) и продемонстрировали его эффективность: алгоритм переиграл 615 из 906 команд людей. Эту работу продолжили другие исследователи, включая OneBM компании IBM и ExploreKit компании Berkeley. Исследователи из IBM утверждают, что автоматизация конструирования признаков «помогает сократить время исследования данных, позволяя экспериментировать на них методом проб и ошибок за короткое время. С другой стороны, это даёт возможность, не будучи экспертом, то есть, не будучи знакомым с методами анализа данных, быстро выбрать значение из данных с небольшими усилиями, временными и денежными затратами.»
Появились коммерческие продукты от новых компаний, фокусирующихся на машинном обучении, такие как H20.ai и Feature Labs.